# Variation

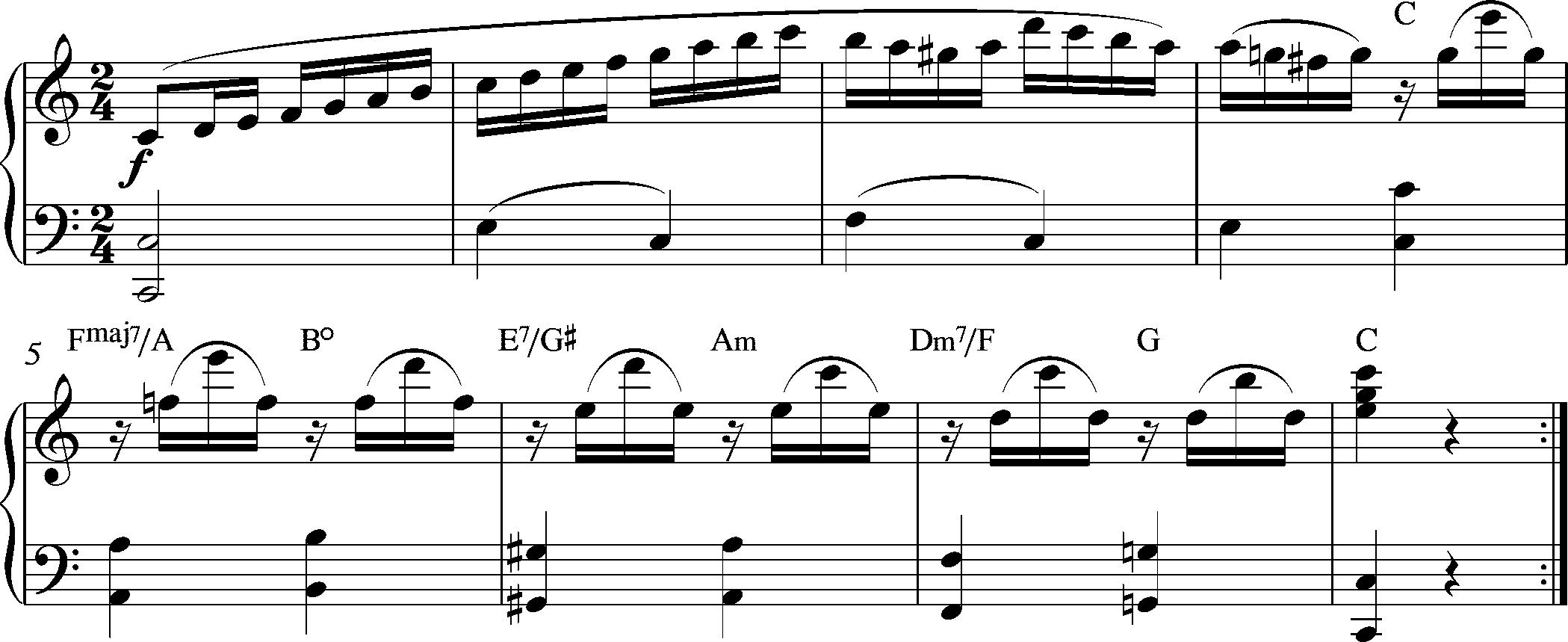
Exemple de variation.

En musique, la variation consiste à apporter des modifications à un « thème ». Les modifications peuvent être de différentes natures :
- mélodique : le thème subit une modification telle qu'on le reconnaît, plus ou moins, malgré des intervalles différents ;
- rythmique : on modifie les valeurs relatives des notes, de façon homogène ou pas ;
- harmonique : on modifie de façon plus ou moins sensible la tonalité et l'harmonie accompagnant le thème.

Ces divers modes de variations peuvent se combiner l'un à l'autre, le thème initial pouvant alors devenir presque méconnaissable.
La variation, qui est l'un des procédés les plus féconds de la musique occidentale,  est inspiré du cantus firmus, de la liturgie médiévale, a donné naissance à des formes spécifiques : chaconne, passacaille, ground, air varié (qui sont synonymes — au moins dans l'usage qu’ont fait les compositeurs de « Thème et variations »).
À l'époque baroque, on parle aussi de « double » : les doubles sont généralement en petit nombre ; ils peuvent aussi être ajoutés par un compositeur à un air de base d'un autre musicien, à titre d'hommage, par exemple.
En danse, une variation est une chorégraphie dansée par une seule personne, en solo.

## Variations notables
Les variations sont représentées chez un grand nombre de compositeurs. Certaines sont considérées à raison comme de véritables chefs-d'œuvre.
Quelques exemples :
- Arcangelo Corelli : La Folia ;
- Jean-Philippe Rameau : Les niais de Sologne, Gavotte variée ;
- Georg Friedrich Haendel : L'Harmonieux forgeron (en) ; Sarabande de la suite n° 4 en ré mineur HWV 437 ;
- Jean-Sébastien Bach : Chaconne de la partita pour violon seul no 2 ; Variations Goldberg ;
- Wolfgang Amadeus Mozart : Air varié sur « Ah ! vous dirai-je, maman » ; Premier mouvement de la sonate no 11 pour piano en la majeur (KV331) ;
- Ludwig van Beethoven : 32 variations en do mineur ; « Variations Eroïca » pour piano ; Variations Diabelli opus 120 ;
- Franz Schubert : quintette avec piano « la Truite » ; deuxième mouvement du quatuor no 14 « La Jeune fille et la Mort » ;
- Niccolò Paganini : le 24e caprice ;
- Robert Schumann : Études symphoniques pour piano ;
- Johannes Brahms : Variations sur un thème de Haydn ;
- Sergueï Rachmaninov : Rhapsodie sur un thème de Paganini ;
- Bedřich Smetana : La Moldau ;
- Igor Stravinsky : Variations ;
- Edward Elgar : Variations Enigma ;
- Frederic Rzewski : The People United Will Never Be Defeated!.

### Partitions
- « Catégorie « Variations » » (partition libre de droits), sur l'IMSLP.